# Савостьянов, Павел Александрович
Павел Александрович Савостьянов (Севастьянов; 1 (14) июня 1904, Москва — 14 августа 1974, там же) — российский и советский спортсмен-универсал (хоккей с мячом, футбол, конькобежный спорт), заслуженный мастер спорта СССР (1948); тренер и судья. Судья всесоюзной категории по хоккею с шайбой (1952).

## Биография
П. А. Савостьянов занимался футболом и хоккеем с мячом в ОЛЛС / ОППВ / ЦДКА.
В 1928 году перешёл в «Динамо», за которое выступал до 1938 года.
После окончания карьеры тренировал футболистов и хоккеистов с мячом в «Динамо» и «Трудовых резервах» (Москва).
В 1935 году закончил Государственный центральный ордена Ленина институт физической культуры (ГЦОЛИФК).
В 1945—1954 годах был судьей высшей лиги по футболу, хоккею и хоккею с мячом.
В 1957-1958 годах был главным тренером по футболу Монголии, стоял у истоков формирования футбола в Монголии.
Преподаватель кафедры футбола и хоккея ГЦОЛИФК в 1949—1974 годах. Долгое время был деканом факультета заочного и вечернего обучения.
Член президиума секции футбола и хоккея Спорткомитета СССР (1947—1958), член Президиума Всесоюзной федерации хоккея (1959—1974), Председатель всесоюзной коллегии судей по хоккею, Председатель комиссии детско-юношеского хоккея.
Умер в 1974 году. Похоронен на Ваганьковском кладбище (48 уч.).

## Достижения в хоккее с мячом
Чемпион СССР (3) — 1933, 1935, 1936

 Чемпион РСФСР (2) — 1932, 1934

 Обладатель Кубка СССР (2) — 1937, 1938

В списке 22 лучших игроков сезона (1) — 1936

## Достижения в конькобежном спорте
Чемпион Москвы в беге на простых коньках (2) — 1932, 1933

## Достижения в футболе
Чемпион Москвы (3) — 1919, 1930 (осень), 1931 (осень) 

 Победитель чемпионата «Динамо» (1) — 1929